# Френч Стјуарт
Милтон Френч Стјуарт (енгл. Milton French Stewart; 20. фебруар 1964) амерички је филмски, телевизијски и гласовни глумац. Најпознатији је по улогама Харија Соломона у серији Трећи камен од Сунца, Марвина Марчинса у филму Сам у кући 4: Повратак кући и Инспектора Геџета у филму Инспектор Геџет 2.